# Cihuatán
Cihuatán è un sito archeologico precolombiano mesoamericano legato alla civiltà Maya e monumento archeologico nazionale che si trova nel territorio comunale di Aguilares, dipartimento di San Salvador, in El Salvador.

## Storia

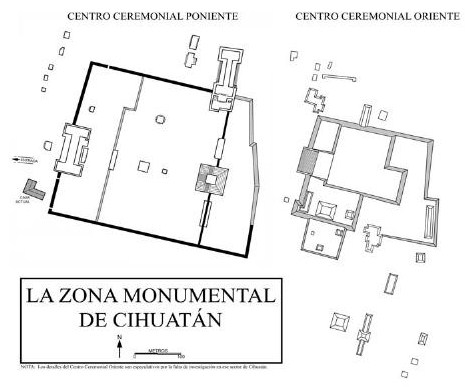
Planimetria dei due centri, orientale e occidentale.

Storicamente fu una città di grandi dimensioni risalente al primo periodo postclassico, attorno all'anno 1000. Le indagini sul campo sono state realizzate a partire dagli anni ottanta del XX secolo e durante tali ricerche sul sito sono stati individuati oltre novecento tra edifici e altre strutture.

## Descrizione
La città si sviluppava su due principali centri. Le opere di scavo e recupero hanno potuto individuare il centro orientale e il centro occidentale. Le strutture dei due centri sono particolari, di tipo pan-mesoamericano. Le strutture esterne e periferiche sono tipicamente maya.